# وزير إفريقيا
وزير إفريقيا هو منصب صغير في وزارة الخارجية والكومنولث والتنمية في الحكومة البريطانية. ويحتفظ بها حاليًا النائب [الإنجليزية] جيمس دودريدج الذي تولى المنصب في 13 فبراير 2020.

## المسؤوليات
الوزير مسؤول عما يلي:
- أفريقيا جنوب الصحراء الكبرى
- النمو الإقتصادي
- الإشراف على المؤسسات المالية الدولية
- CDC (مؤسسة تمويل التنمية التابعة للحكومة البريطانية)
- البحث والأدلة
- المشتريات الطبية
- سلاسل التوريد الأوسع

## قائمة
| اسم                   | اسم                        | الصورة | مدة المنصب     | مدة المنصب            | حزب سياسي     | رئيس وزراء | رئيس وزراء    | وزير الخارجية |
| --------------------- | -------------------------- | ------ | -------------- | --------------------- | ------------- | ---------- | ------------- | ------------- |
|                       | بيتر هين                   |        | 28 يوليو 1999  | 24 يناير 2001         | حزب العمال    |            | توني بلير     | روبن كوك      |
|                       | بريان ويلسون               |        | 24 يناير 2001  | 11 يونيو 2001         | حزب العمال    |            | توني بلير     | روبن كوك      |
| المكتب شاغر 2001-2007 |                            |        |                |                       |               |            |               |               |
|                       | اللورد مالوك براون ‏        |        | 28 يونيو 2007  | 24 يوليو 2009         | حزب العمال    |            | جوردون براون  | ديفيد ميلباند |
|                       | البارونة كينوك من هوليهيد ‏ |        | 13 أكتوبر 2009 | 11 مايو 2010          | حزب العمال    |            | جوردون براون  | ديفيد ميلباند |
|                       | هنري بيلينجهام             |        | 11 مايو 2010   | 5 سبتمبر 2012         | حزب المحافظين |            | ديفيد كاميرون | ويليام هيغ    |
|                       | مارك سيموندز ‏              |        | 5 سبتمبر 2012  | 11 أغسطس 2014         | حزب المحافظين |            | ديفيد كاميرون | ويليام هيغ    |
| فيليب هاموند          | مارك سيموندز ‏              |        | 5 سبتمبر 2012  | 11 أغسطس 2014         | حزب المحافظين |            | ديفيد كاميرون |               |
|                       | جيمس دودريدج               |        | 11 أغسطس 2014  | 16 يوليو 2016         | حزب المحافظين |            | ديفيد كاميرون |               |
|                       | توبياس إلوود               |        | 16 يوليو 2016  | 13 يونيو 2017         | حزب المحافظين |            | تيريزا ماي    | بوريس جونسون  |
|                       | روري ستيوارت               |        | 15 يونيو 2017  | 9 يناير 2018          | حزب المحافظين |            | تيريزا ماي    | بوريس جونسون  |
|                       | هارييت بالدوين ‏            |        | 9 يناير 2018   | 25 يوليو 2019         | حزب المحافظين |            | تيريزا ماي    | بوريس جونسون  |
| مطاردة                | هارييت بالدوين ‏            |        | 9 يناير 2018   | 25 يوليو 2019         | حزب المحافظين |            | تيريزا ماي    |               |
|                       | أندرو ستيفنسون             |        | 25 يوليو 2019  | 13 فبراير 2020        | حزب المحافظين |            | بوريس جونسون  | دومينيك راب   |
|                       | جيمس دودريدج               |        | 13 فبراير 2020 | مايجب في الوضع الراهن | حزب المحافظين |            | بوريس جونسون  | دومينيك راب   |

## روابط خارجية
- وزارة الخارجية البريطانية (بالإنجليزية)
  - وزارة الخارجية البريطانية (بالعربية) - Announcements in Arabic
- وزارة الخارجية البريطانية (Archive) (بالعربية)
- وزارة الخارجية البريطانية (Archive) (بالإنجليزية)